# Jaku-Chara Tomozaki-kun
Jaku-Chara Tomozaki-kun (弱キャラ友崎くん Jaku-kyara Tomozaki-kun?, lit. 'El personaje débil Tomozaki-kun') es una serie de novelas ligeras escrita por Yūki Yaku e ilustrada por Fly. Shōgakukan ha publicado ocho volúmenes desde mayo de 2016 bajo su sello Gagaga Bunko. Una adaptación al manga con arte de Eight Chida se ha serializado en la revista mensual Gangan Joker de Square Enix desde diciembre de 2017, siendo recopilada en tres volúmenes tankōbon.
Una adaptación a serie de anime producida por el estudio Project No.9 se estrenó el 8 de enero de 2021, y cuenta con 2 temporadas.

## Sinopsis
Fumiya Tomozaki es un estudiante de secundaria que está en la cima de las tablas de clasificación del popular juego en línea Attack Families, bajo el nombre de usuario «nanashi». Como un marginado social, considera Attack Families como un «juego divino» que tiene un equilibrio perfecto, dado que el esfuerzo puesto en este es recompensado con cantidades iguales de éxito. Por el contrario, considera la vida real como un «juego basura». Un día, después de un partido contra el jugador número dos, «NO NAME», acuerdan encontrarse en persona. Cuando lo hacen, Tomozaki se sorprende al descubrir que NO NAME es en realidad una compañera de clase suya, Aoi Hinami. Sorprendido de que Tomozaki sea Nanashi, Hinami decide ayudarlo a superar sus problemas.

## Personajes
Fumiya Tomozaki (友崎 文也 Tomozaki Fumiya?)
 Seiyū: Gen Satō
Aoi Hinami (日南 葵 Hinami Aoi?)
 Seiyū: Hisako Kanemoto
Minami Nanami (七海 みなみ Nanami Minami?)
 Seiyū: Ikumi Hasegawa
Fūka Kikuchi (菊池 風香 Kikuchi Fūka?)
 Seiyū: Ai Kayano
Hanabi Natsubayashi (夏林 花火 Natsubayashi Hanabi?)
 Seiyū: Ryōko Maekawa
Yuzu Izumi (泉 優鈴 Izumi Yuzu?)
 Seiyū: Nene Hieda
Takahiro Mizusawa (水沢 孝弘 Mizusawa Takahiro?)
 Seiyū: Nobunaga Shimazaki
Shūji Nakamura (中村 修二 Nakamura Shūji?)
 Seiyū: Nobuhiko Okamoto
Takei (竹井 Takei?)
 Seiyū: Shuntarō Mizuno

## Medios

### Novelas ligeras
| N.º | Fecha de publicación     | ISBN                                                             |
| --- | ------------------------ | ---------------------------------------------------------------- |
| 1   | 18 de mayo de 2016       | ISBN 978-4-09-451610-4                                           |
| 2   | 16 de septiembre de 2016 | ISBN 978-4-09-451631-9                                           |
| 3   | 18 de enero de 2017      | ISBN 978-4-09-451655-5                                           |
| 4   | 20 de junio de 2017      | ISBN 978-4-09-451683-8                                           |
| 5   | 17 de noviembre de 2017  | ISBN 978-4-09-451709-5                                           |
| 6   | 18 de mayo de 2018       | ISBN 978-4-09-451733-0                                           |
| 6.5 | 18 de octubre de 2018    | ISBN 978-4-09-451757-6                                           |
| 7   | 18 de abril de 2019      | ISBN 978-4-09-451785-9                                           |
| 8   | 18 de octubre de 2019    | ISBN 978-4-09-451815-3                                           |
| 8.5 | 22 de abril de 2020      | ISBN 978-4-09-451840-5 ISBN 978-4-09-451850-4 (edición especial) |

### Manga
| N.º | Fecha de publicación  | ISBN                   |
| --- | --------------------- | ---------------------- |
| 1   | 18 de mayo de 2018    | ISBN 978-4-7575-5713-0 |
| 2   | 18 de octubre de 2018 | ISBN 978-4-7575-5871-7 |
| 3   | 17 de abril de 2020   | ISBN 978-4-7575-6619-4 |

### Anime
Yūki Yaku y Gagaga Bunko anunciaron una adaptación al anime el 11 de octubre de 2019. La serie fue animada por Project No.9 y dirigida por Shinsuke Yanagi, con Fumihiko Shimo escribiendo los guiones y Akane Yano diseñando los personajes. Hiromi Mizutani compuso la música de la serie. La serie se estrenó el 8 de enero de 2021 en Tokyo MX , AT-X y BS11. El tema de apertura es «Jinsei Easy?», interpretado por DIALOGUE+, mientras que el tema de cierre es «Ayafuwa Asterisk», también interpretado por DIALOGUE+. Funimation obtuvo la licencia de la serie y la transmitió en su sitio web en América del Norte y las islas británicas, en Europa a través de Wakanim, y en Australia y Nueva Zelanda a través de AnimeLab. Crunchyroll obtuvo la licencia de la serie fuera de Asia. Se incluyó un OVA con el tercer volumen de Blu-ray y DVD de la serie, que se lanzó el 7 de mayo de 2021. Se incluye otro OVA con el cuarto volumen de Blu-ray y DVD de la serie, que fue lanzado el 2 de junio de 2021.
El 14 de enero de 2022, se anunció que un nuevo proyecto del anime estaba en producción. Más tarde se confirmó que el proyecto es una segunda temporada de 13 episodios titulada Jaku-Chara Tomozaki-kun 2nd Stage. Los miembros del staff y del elenco regresan en sus respectivos roles. Se estrenó el 3 de enero de 2024 en AT-X, Tokyo MX y BS11, y finalizó el 27 de marzo de 2024
El tema de apertura es «Easy? Hard? Shikashite Susume!» (イージー？ハード？しかして進めっ！?), interpretado por DIALOGUE+, mientras que el tema de cierre es «Dareka Janai Kara» (誰かじゃないから?), también interpretado por DIALOGUE+. Crunchyroll obtuvo la licencia de la segunda temporada fuera de Asia.

## Recepción
La serie de novelas ligeras ocupó el octavo lugar en 2017, séptima en 2018 y la tercera en 2019 y 2020 en la guía anual de novelas ligeras Kono Light Novel ga Sugoi! de Takarajimasha, en la categoría bunkobon.